# Becario
Becario es aquella persona que disfruta de una beca para estudios. Dicha beca, otorgada habitualmente por instituciones públicas y en ocasiones por empresas privadas, cubriría todo o parte de los gastos necesarios durante la duración de la beca: matrícula, material de estudio, residencia y manutención. Generalmente las becas se solicitan dentro de los plazos previstos en las convocatorias que deben ser públicas.

## Becas de estudios
Las becas de estudios suelen ofrecerse para todos los niveles educativos. La obligatoriedad de la enseñanza y su gratuidad hasta el nivel que cada estado legisla determina el tipo de becas. Así para los niveles de enseñanza obligatoria las becas suelen ser para material escolar, comedor, transporte y, en algunos casos residencia. 
En los niveles de enseñanza no obligatoria (normalmente bachiller, grados y postgrados) las becas además de material, comedor y transporte suelen cubrir la matrícula, la residencia y la manutención. En la mayoría de ocasiones se garantiza la matrícula y se aporta una cantidad que se presume suficiente para el resto de gastos. Las becas en estudios de bachiller y estudios de grado suelen ser de carácter anual. En estudios de postgrado las becas pueden ser de mayor duración.

## Becario en prácticas - pasante o practicante
Sin embargo, el concepto actual de becario -desde finales del siglo XX y las primeras décadas del siglo XXI- nos acerca más al de un estudiante de últimos cursos o ya graduado que realiza prácticas en organismos públicos o empresas, ya sea con retribución económica o sin ella, con el objetivo de ir conociendo el mundo laboral o prestando el conocimiento adquirido en sus estudios para desarrollar proyectos o investigaciones.
Algunos ejemplos son las 'prácticas de estudiantes no graduados' sin remunerar que se han generalizado en los últimos años de estudios grado y que son obligatorias y, en la mayoría de los casos suponen una asignatura más.
En Europa un ejemplo de 'prácticas de postgraduado' es el Programa Leonardo, que formando parte del Programa de Aprendizaje Permanente de la Unión Europea, abre al estudiante que ya ha finalizado sus estudios realizar prácticas en el extranjero, recibiendo a cambio una cantidad económica. La reclamación por parte de los que realizan las prácticas de un reconocimiento económico -subida de sueldo- es generalizado.
En América Latina se usa la palabra "pasante" o "practicante", aunque en la realidad son dos cosas distintas, pues pasante es aquel a quien, habiendo culminado los estudios correspondientes, se ha contratado con la única finalidad de que desarrolle una primera experiencia laboral relacionada con los objetivos educativos de la formación recibida.
Los becarios son aquellos a quienes, siendo estudiantes, ha contratado una entidad estatal, con la única finalidad de brindarles una ayuda  económica para contribuir al costo de sus estudios, a cambio de la prestación de tareas.

## Becariado y trabajo encubierto
En la actualidad, la concesión de becas a titulados es objeto de controversia en España, ya que se consideran como trabajo encubierto (por tanto, serían un fraude a la Seguridad Social y al Estatuto de los trabajadores).
También en Argentina, donde existe desde 2005 una organización de becarios que reclaman un Nuevo Régimen Laboral que les otorgue los mismos beneficios sociales que a los investigadores.